# Argiope appensa
Argiope appensa es una especie de arañas araneomorfas de la familia Araneidae.

## Localización
Esta especie se distribuyen por Hawái y desde Taiwán hasta Nueva Guinea.